# Кунский, Максим Сергеевич
Максим Сергеевич Кунский (бел. Максім Сяргеевіч Кунскі; род. 9 января 2003, Минск) — белорусский футболист, нападающий клуба «Осиповичи».

## Карьера

### «Шахтёр» Солигорск

#### Начало карьеры
Начинал заниматься футболом в система РЦОР-БГУ. В 2020 году футболист перешёл в столичный «Энергетик-БГУ», где стал выступать за дублирующий состав клуба. В январе 2021 года футболист перебрался в солигорский «Шахтёр», где также продолжил выступать за дублирующий состав. В мае 2021 года футболист стал впервые попадать в заявку основной команды клуба на матчи чемпионата. Дебютировал за клуб футболист 19 июля 2021 года в матче Кубка Беларуси против «Узды», выйдя на замену на 85 минуте. Затем до конца сезона футболист продолжал выступать за дублирующий состав солигорского клуба. По итогу сезона футболист вместе с клубом стал бронзовым призёром чемпионата дублёров, в рамках которого отличился 4 забитыми голами.

#### Аренда в «Энергетик-БГУ»
В январе 2022 года футболист на правах арендного соглашения присоединился к «Энергетику-БГУ». Дебютировал за клуб футболист 19 марта 2022 года в матче Высшей лиги против «Витебска», выйдя на замену в концовке матча. Затем футболист продолжал выступать за минский клуб как игрок замены, выходя на поле под конец основного времени, результативными действиями не отличившись, однако затем с июля 2022 года футболист потерял место в основной команде, отправившись выступать за дублирующий состав. По итогу сезона футболист вместе с клубом стал серебряным призёром чемпионата и победителем чемпионата дублёров. По окончании срока арендного соглашения футболист покинул столичный клуб.

#### Сезон 2023
В январе 2023 года футболист из солигорского клуба отправился выступать в петриковский «Шахтёр». В марте 2023 года футболист был официально представлен в клубе. Дебютировал за клуб футболист 2 апреля 2023 года в матче против дзержинского «Арсенала», выйдя на поле в стартовом составе. За петриковский клуб футболист успел провести всего лишь 4 матча, после чего в конце апреля 2023 года футболист вернулся назад в солигорский «Шахтёр», где продолжил выступать за дублирующий состав. По итогу сезона футболист вместе с дублирующий составом завершил чемпионат дублёров на итоговом одиннадцатом месте в турнирной таблице. По окончании сезона футболист, так ни разу и не привлекавшись к основной команде, покинул солигорский клуб.

### «Островец»
В мае 2024 года футболист на правах свободного агента перешёл в «Островец», подписав контракт до конца сезона. Дебютировал за клуб футболист 17 мая 2024 года в матче против «Орши», выйдя на поле в стартовом составе. Затем футболист провёл матч 22 мая 2024 года в рамках Кубка Беларуси против медийного клуба «DMedia», также выйдя на поле в стартовом составе, после чего успел сыграть ещё 2 матча в рамках чемпионата, в которых вышел на поле под конец основного времени и затем первую половину сезона провёл на скамейке запасных, результативными действиями так и не отличившись. В июле 2024 года футболист покинул островецкий клуба, с которым контракт был расторгнут по соглашению сторон.

### «Осиповичи»
В июле 2024 года футболист присоединился к «Осиповичам», вместе с которыми выступал во Второй лиге. В начале 2025 года клуб вернулся в Первую лигу. Первый матч в новом сезоне футболист сыграл 30 марта 2025 года против гомельского «Бумпрома», выйдя на поле в стартовом составе и отличившись своей первой результативной передачей. Дебютным забитым голом футболист отличился 13 апреля 2025 года в матче против борисовского БАТЭ-2.

## Международная карьера
Выступал в юношеской сборной Беларуси до 17 лет. Вместе со сборной выиграл крупный международный турнир Кубок Развития в 2020 году. В сентябре 2021 года был вызван в сборную Беларуси до 19 лет.